# Esbart Dansaire Renaixença
L'Esbart Dansaire Renaixença fou fundat l'any 1988 i des de bon començament es va involucrar plenament en el món cultural i festiu de la ciutat. Per això va participar en la majoria de les celebracions, com ara la Mercè, les festes majors dels barris o la Mostra d'Entitats del Poble-sec. Les actuacions que oferia incloïen cercaviles amb balls de bastons, balls de comparsa amb gralla, ballades de danses vuitcentistes i balls parlats, entre més demostracions de cultura tradicional.
Dins del conjunt d'activitats organitzades per l'esbart, van destacar els tres festivals que promovia: el Festival Internacional Folklòric, de periodicitat biennal; el Festival Folk Infantil i Juvenil, també cada dos anys; i el Festival de Claqué al Carrer, que es feia cada any.
L'Esbart Dansaire Renaixença també es va dedicar a ensenyar balls a més grups folklòrics del país i a algun de l'estranger, com és ara l'Esbart Montserrat de l'Havana, a Cuba. Així mateix, va divulgar i promoure els balls catalans als centres docents, on oferia tallers de danses tradicionals i de ball de bastons.
Les coreografies de l'esbart van recórrer gran part de Catalunya i, a més, va participar en festivals internacionals. Gràcies a això va viatjar per la resta de l'estat espanyol i per tot Europa, amb actuacions a Anglaterra, Portugal, Bèlgica i Itàlia, entre d'altres.